# Prometeo (periodico)
Prometeo è una rivista italiana con cadenza trimestrale dedicata alla scienza, alla filosofia e alla storia, diretta da Valerio Castronovo ed edita da Arnoldo Mondadori Editore, fondata nel febbraio del 1983.

## Storia

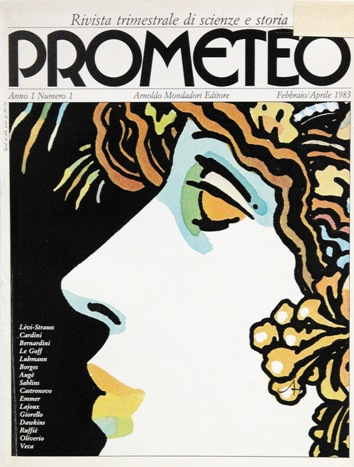
Copertina del primo numero di Prometeo, marzo 1983

La rivista vede la pubblicazione della sua prima edizione nel marzo del 1983. Il suo stile e contenuto editoriale ha l'obiettivo di far incontrare argomenti e temi di carattere scientifico e umanistico, attraverso un dialogo di pubblicazioni redatte da studiosi provenienti da scuole e discipline differenti.
Nasce e si sviluppa grazie alla collaborazione di un comitato scientifico internazionale, che ha come direttore Valerio Castronovo, professore e storico italiano.
La rivista offre documentazione sui risultati della ricerca scientifica, sia nelle scienze umane e sociali sia in quelle fisiche e naturali.
Collaborano alle sue pubblicazioni, tra gli altri, Claude Lévi-Strauss, Franco Cardini, Jacques Le Goff e Giulio Giorello.

## Contenuti
La rivista si compone di 10-13 saggi, che trattano temi umanistici applicati e/o in confronto con temi e argomenti scientifici e tecnologici, proponendo per ogni edizione autori specialisti differenti.
Sono presenti approfondimenti su temi e opere, alla fine della parte dedicata ai saggi degli autori, attraverso rubriche come:
- Opere&Giorni
- Temi&problemi
- De Musica
- Frammenti di esculapio
- Itinerari
- Pionieri
- Dialoghi possibili
- Cosmologie
- Variazioni
- Tesi&ipotesi
- Pro&contro
- Utopie
- I tempi della scienza

Viene dedicata la pagina conclusiva della rivista agli autori, attraverso la pubblicazione delle loro biografie e percorsi accademici.

## Direttori
- Valerio Castronovo (da marzo 1983), direttore scientifico

## Fondatori e comitato scientifico
Hanno contribuito e lavorato ai saggi e alle pubblicazioni della rivista Prometeo i seguenti docenti e studiosi
- Francisco Rodriguez Abrados, docente di filosofia greca dell'Università Complutense di Madrid
- Marc Augé, docente di Antropologia dell'Università di Parigi
- Maurice Aymard, docente di Antropologia dell'Università di Parigi
- Carlo Bordoni, sociologo e scrittore Italiano
- James Beck, docente di Storia dell'arte dell'Università Columbia
- Peter Burke, storico del Emmanuel College di Cambridge
- Antoine Danchin, biologa dell'Università di Hong Kong
- Marcel Detienne, antichista di Parigi
- Ernesto Di Mauro, biologo molecolare dell'Università di Roma
- Umberto Eco, semiologia dell'Università di Bologna
- Irenäus Eibl-Eibesfeldt, etologo Austriaco
- Lucio Gambi, geografo dell'Università di Bologna
- Giulio Giorello, filosofia della scienza dell'Università di Bologna
- Maurice Godelier, antropologo francese
- Jack Goody, antropologo della Cambridge University
- Françoise Héritier, antropologo del College de France di Parigi
- Albert O. Hirschman, economista Institude for Advanced study di Priceton
- Gerald Holton, Harvard University
- Albert Jacquard, genetica dell'Università di Ginevra
- Jürgen Kocka, docente di storia Freie Universität di Berlino
- Jean-Dominique Lajoux, antropologa visuale del Centro Nazionale della ricerca scientifica di Parigi
- Vittorio Lanternari, etnologia, Università di Roma
- Jacques Le Goff, storico, Scuola di Specializzazione delle scienze sociali di Parigi
- Edmund Leites, filosofia morale, Università di Queens
- Richard C. Lewontin, biologia, Harvard University
- Giuseppe O. Longo, teoria dell'informazione, Università di Trieste
- Claudio Magris, letteratura tedesca, Università di Trieste
- Vittorio Marchis, storia della tecnologia, Università di Torino
- Paola Maria Mariano, meccanica teorica, Università di Firenze
- Francesco Marroni, letteratura inglese, Università di Chieti-Pescara
- Predrag Matvejevic, slavistica, Università di Roma
- William H. Newton-Smith, filosofia della scienza, Baliol College, Oxford
- Alberto Oliverio, psicobiologia, Università di Roma
- Alexandre Piatigorsky, School of Oriental and African Studies, Londra
- Carlo Poni, storia economica, Università di Bologna
- Tullio Regge, fisica, Università di Torino
- Jacques Revel, storia, Scuola di Specializzazione delle scienze sociali di Parigi
- Ignacy Sachs, economia, Centro interazione di ricerca sull'ambiente e sviluppo di Parigi
- Vittorio Strada, letteratura Russa, Università di Venezia
- Keith Thomas, etnostoria, Corpus Christi College, Oxford
- Nathan Wachtel, etnostoria, Centro interazione di ricerca sull'ambiente e sviluppo di Parigi